# Aleksander Antson
Aleksander Antson (* 31. August 1899 in Võrsna, Insel Saaremaa; † 21. September 1945 in Haapsalu) war ein estnischer Schriftsteller.

## Leben
Aleksander Antson wurde auf der Insel Saaremaa geboren. Er machte eine Ausbildung zum Schullehrer für Estnisch und Sport. Antson arbeitete ab 1916 als Lehrer und Journalist. 1925/26 war er als Redakteur bei Virulane beschäftigt, 1927 bis 1930 bei Rahva Sõna und von 1931 bis 1933 bei Vaba Maa. Mit der ersten sowjetischen Besetzung Estlands war er 1940/41 beim kommunistischen Parteiblatt Rahva Hääl angestellt.
Früh schloss sich Antson mit politisch Gleichgesinnten zusammen, die sozialen Fragen und dem Pazifismus anhingen. Sie gründeten eine lose literarische Gruppe unter dem Namen Aktsioon. Besonders Antson zeigt sich vom Expressionismus beeinflusst. Unter dem Titel Aktsioon gab Antson mit seinem Freund Valter Kaaver auch drei literarische Almanache (1926, 1927 und 1929) heraus.
In den 1920er Jahren war Antson als anerkannter politischer Schriftsteller tätig. Vor allem seine Theaterstücke, die die Schrecken des Krieges, aber auch den revolutionären Kampf beschreiben, gehörten zu den beliebten Bühnenwerken der Zeit. In den 1930er Jahren wandte er sich auch leichteren Sujets zu, die auf Dorfbühnen gespielt wurden. Daneben schrieb Antson zwei Romane, zahlreiche satirische Epigramme sowie Reiseerzählungen (u. a. 1930 gemeinsam mit Rudolf Sirge über die Sowjetunion).
Er war auch in der Arbeitersportbewegung aktiv. Im estnischen Team nahm er als 1500-Meter-Läufer an den Olympischen Sommerspielen 1924 in Paris teil. Sein Buch über die Olympischen Sommerspiele 1936 in Berlin (1992 neu aufgelegt) fand große Beachtung.
Mit der deutschen Besetzung Estland (1941–44) wurde Antson verhaftet und ins Gefängnis gesteckt. 1945 kam er bei einem Verkehrsunfall ums Leben.

## Werke (Auswahl)
- Lapsed (Drama, 1925)
- Kolgata (Drama, 1926)
- Vennad (unvollendetes Drama, 1926)
- Vangid (Drama, 1927)
- 147 (Drama, 1927)
- Surmatants (Drama, 1929)
- Tänapäeva Venemaa (Reiseerzählung, 1930)
- Töölise tütar (Drama, 1931)
- Tšempionaat (Drama, 1933)
- Muretute ülemlaul (Drama, 1935)
- Kirg (Roman, 1937)
- Inimesed tuisus (Rahvamehed) (Drama, 1938)
- Sina ei pea mitte himustama... (Roman, 1938)
- Kosjatalu (Drama, 1939)
- Orduaja lõpp (Parun kolib ära) (Drama, 1940)
- Võit (Jugenderzählung, 1946)